# M-13 (1972)
M-13 – motorówka robocza projektu Delfin eksploatowana od 1972 do roku 1989 w Marynarce Wojennej. Jednostka była eksploatowana w 42 dywizjonie PJP.

## Konstrukcja
Długość całkowita „M-13” wynosiła 8,52 m, szerokość 3,2 m. Wysokość boczna jednostki wynosiła 1,3 m, a zanurzenie 0,6 m. Motorówka napędzana była przez 1 silnik wysokoprężny napędzający jedną śrubę. Manewrowość motorówki zapewniał jeden ster. Kadłub „M-13” był wykonany w całości z laminatów poliestrowo-szklanych. Motorówka posiadała małą nadbudówkę na rufie. Załogę etatową stanowiły 2 osoby, ponadto jednostka była w stanie zabrać na pokład dodatkowe 32 osoby. motorówka nie była uzbrojona. 
Zadaniem stawianym przed „M-13” było wykonywanie prac transportowych w obrębie PW Świnoujście.

## Historia
Na początku lat 70. XX wieku w stoczni „Ustka” w Ustce zbudowano 3 motorówki robocze na potrzeby Marynarki Wojennej. Nazwano je: „M-25”, „M-26” i „M-13”. 1 lutego 1972 roku weszła do służby motorówka „M-13”. Jednostka trafiła do 42 dywizjonu Pomocniczych Jednostek Pływających Świnoujściu. Jednostkę wycofano ze służby 30 czerwca 1989 roku.